# Karl Lemke
Karl Lemke (* 28. Februar 1924 in Schöneiche bei Berlin; † 18. Oktober 2016 in Grimmen) war ein deutscher Bildhauer.

## Leben

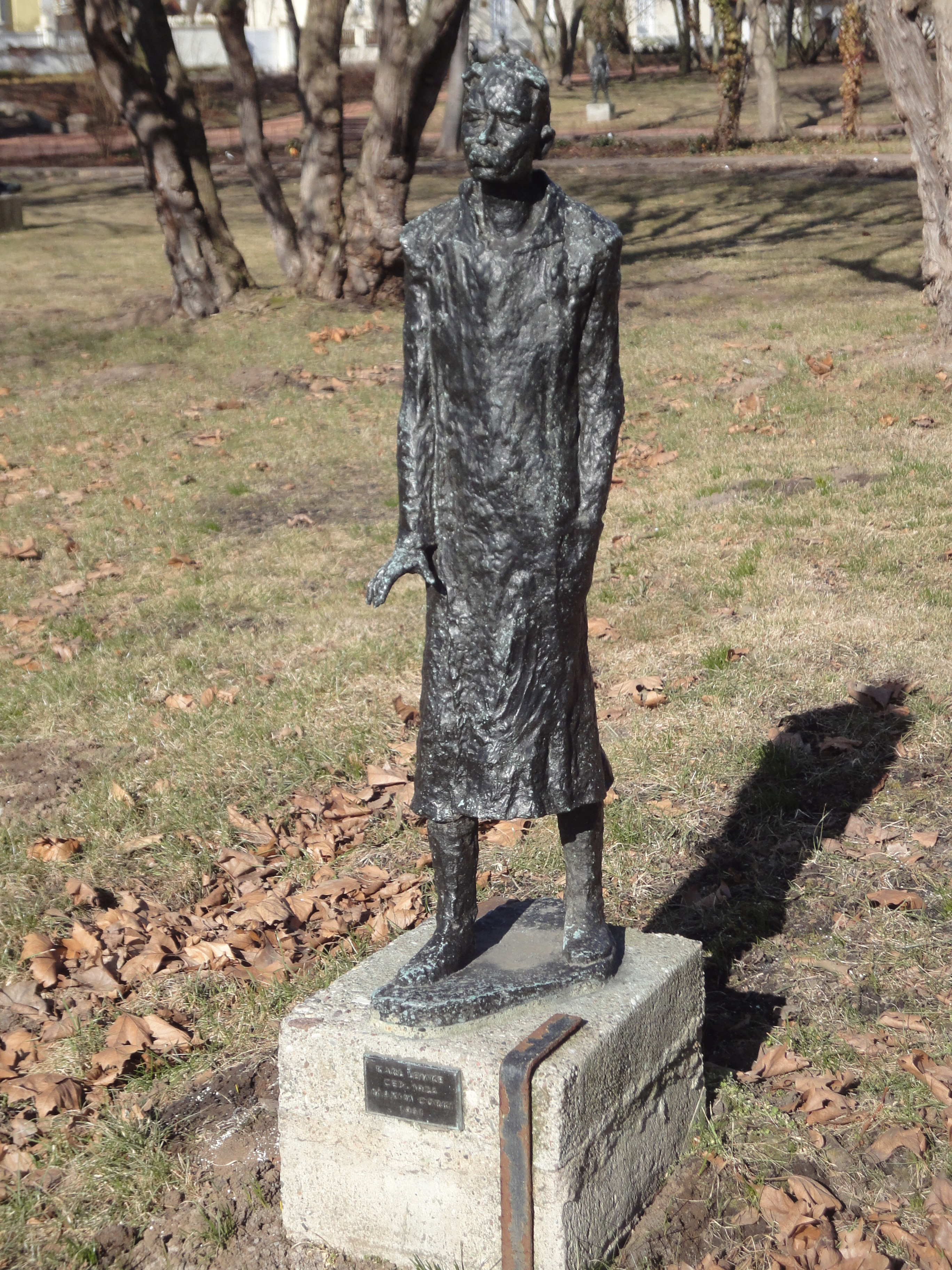
Maxim Gorki (1961), Plastik-Park Leuna

Nach dem Beginn eines Bauwesen-Studiums an der TU Berlin im Jahr 1946 und einer sich daran anschließenden Ausbildung zum Steinmetz in den Jahren 1947 und 1948 studierte Karl Lemke 1948 bis 1949 an der Hochschule für Bildende Künste in Berlin-Charlottenburg bei Gustav Seitz. Dieses Studium setzte Lemke von 1950 bis 1951 an der Hochschule für Bildende und Angewandte Kunst in Berlin-Weißensee fort. Von 1951 bis 1953 war er Meisterschüler bei Gustav Seitz an der Akademie der Künste der DDR und arbeitete anschließend freischaffend. Ab 1968 war Lemke zuerst als Lehrbeauftragter, von 1971 bis 1976 als Dozent an der Kunsthochschule Berlin-Weißensee. Zu seinen Schülern gehörten Sylvia Hagen und Uwe Maroske. Studienreisen führten ihn mehrfach ins Ausland, so in die Sowjetunion (1959), ČSSR (1960, 1963, 1965, 1973) und Ungarn (1959, 1965, 1967, 1969). Lemkes Werke waren Teil diverser Ausstellungen in der DDR, aber auch in der ČSSR, Finnland und Indien. Zudem finden sich bis heute viele seiner Werke im öffentlichen Raum.
Karl Lemke war bis 1990 Mitglied des Verbands Bildender Künstler der DDR und dann des Künstlerbunds Mecklenburg und Vorpommern e.V. Er lebte in Barth-Glöwitz.

## Werke (Auswahl)

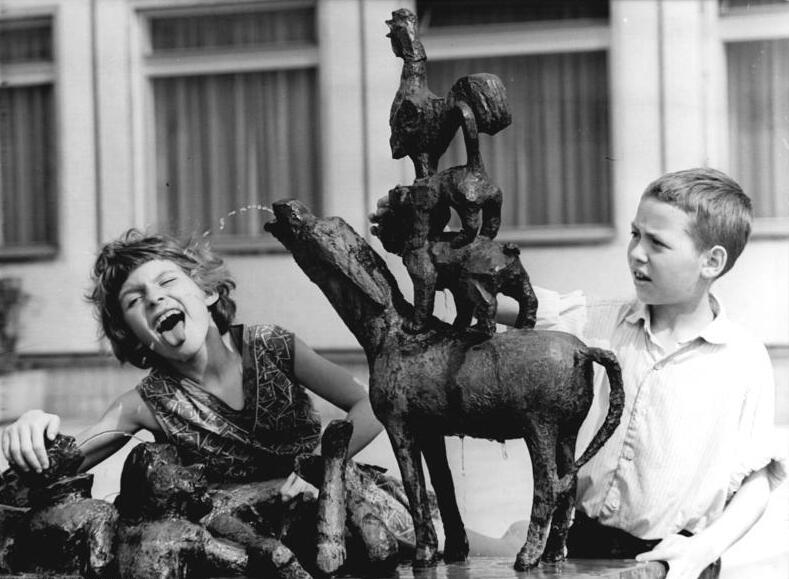
Die Bremer Stadtmusikanten (1963) in Berlin-Friedrichsfelde

- 1952 Schwimmerin, Höchste Straße, Berlin, Bezirk Friedrichshain-Kreuzberg
- 1961 Maxim Gorki, Plastik-Park Leuna
- 1963 Die Bremer Stadtmusikanten, figürlicher Brunnen mit Bronze-Skulptur im Hans-Loch-Viertel in Berlin-Friedrichsfelde; 1979 eine Kopie auch in Erfurt errichtet
- 1963 Junge Frau von 1964, Bronze
- 1968 Geschwister, Koppenplatz, Berlin, Berlin-Mitte
- 1969 Büste Ernst Thälmanns für das 1969 eingeweihte Thälmann-Denkmal in seinem Geburtsort Schöneiche; seit dem illegalen Abriss des Denkmals 1990 ist die Büste Lemkes verschollen und wurde wahrscheinlich in die USA verbracht
- 1973/1976 Martha Arendsee, Bronze-Skulptur in der Cecilienstraße in Berlin-Marzahn; zu Ehren der genannten Politikerin, deren Namen die benachbarte Oberschule bis 1990 trug (heute Johann-Strauss-Grundschule)[4]
- 1974: Steinkopf, Granit
- 1975 Stier, Skulptur aus Friedersdorfer Syenit, Asklepios Klinikum Uckermark, Schwedt/Oder
- 1975 Frau, Bronzestatue, Berlin-Friedrichsfelde
- 1979 Bremer Stadtmusikanten, vor dem Waidspeicher, Erfurt
- 1982 oder früher Die Badende, Sandstein-Statue, Berlin-Friedrichsfelde
- 1986 Märchen-Brunnen, Blasii-Kirchplatz, Nordhausen
- Weibliche Gewandfigur, Westfriedhof Rostock

## Teilnahme an zentralen und wichtigen regionalen Ausstellungen in der DDR

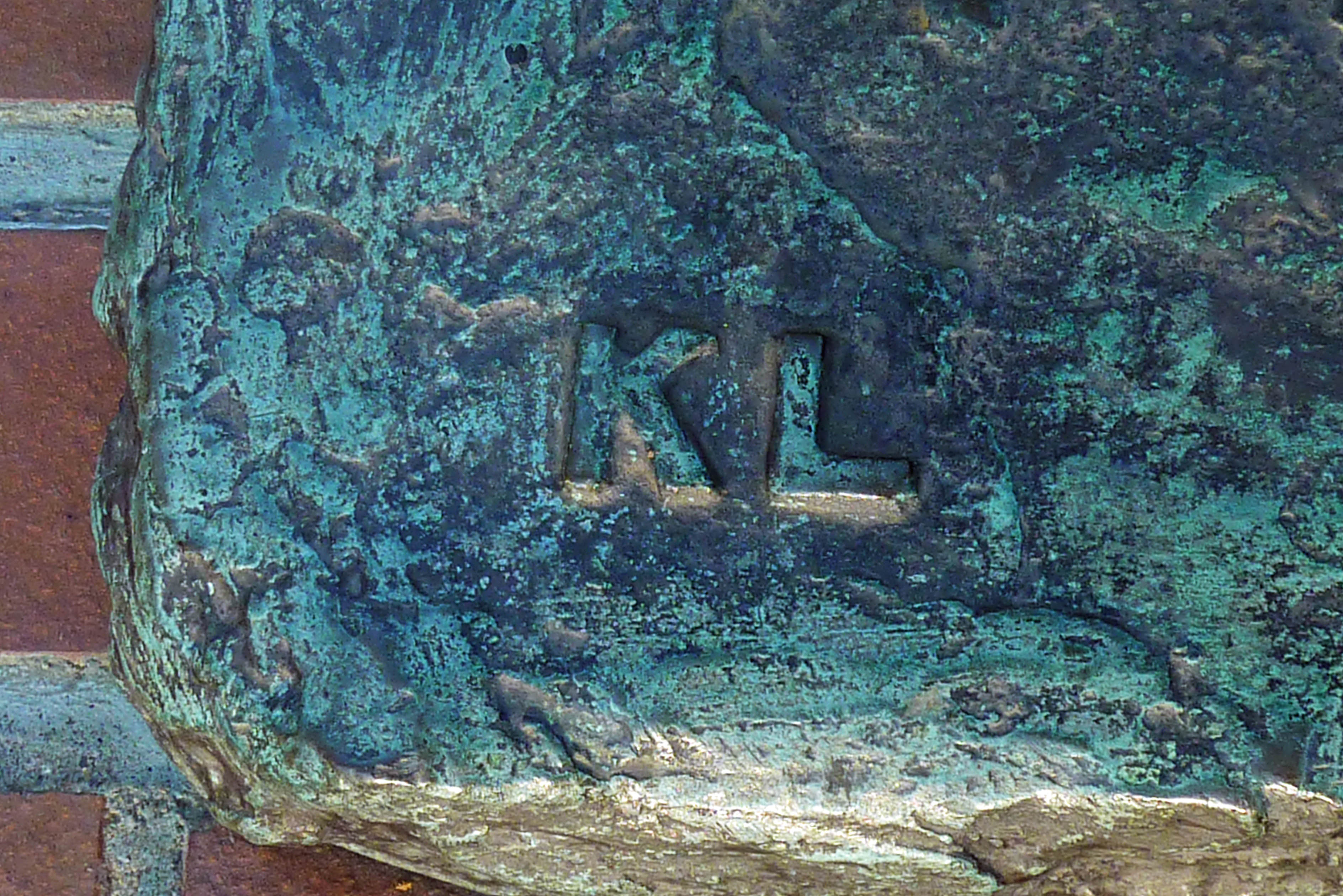
Signatur Lemkes an der Bronzestatue Frau (1975) in Berlin-Friedrichsfelde

- 1951: Berlin („Internationale Kunstausstellung“ zu den 3. Weltfestspielen der Jugend und Studenten)
- 1952: Bautzen, Görlitz und Zittau (Wanderausstellung „Berliner Künstler“)
- 1954, 1957, 1958, 1960 und 1972: Berlin, Bezirkskunstausstellungen
- 1958/1959, 1962/1963, 1967/1968 und 1977/1978: Dresden, Deutsche Kunstausstellung bzw. Kunstausstellung der DDR
- 1961: Berlin, Akademie der Künste („Junge Künstler in der DAK“)
- 1963, 1965, 1967 und 1971: Berlin („Plastik und Blumen“)
- 1967: Berlin, Akademie der Künste („Meisterschüler der DAK“)
- 1968: Halle/Saale („Medaillenkunst in der DDR“)
- 1969: Rostock, Zoologischer Garten („Plastik im Zoo“)
- 1975: Berlin, Altes Museum und Rostock („In Freundschaft verbunden“)
- 1979: Rostock, Bezirkskunstausstellung